# Семков, Семён Моисеевич
Семён Моисеевич Семков (Самуил Моисеевич Коган) (январь 1885, Одесса, Российская империя — 27 октября 1928, Ленинград, Советский Союз), псевдонимы Сёма, Аркадий — советский партийный и профсоюзный деятель, старый большевик.

## Биография
С 11 лет работал в слесарной мастерской. В 1902 вступил в РСДРП, через некоторое время был арестован и осуждён к административной высылке в Вологодскую губернию. В сентябре 1909 бежал за границу, некоторое время примыкал к примиренцам, но затем отошёл от них, в 1910 по поручению ЦК РСДРП вернулся в Российскую империю, руководил большевистской организацией в Екатеринославе. В 1911 направлен на обучение в Партийную школу в Лонжюмо. После обучения снова вернулся, в опять 1913 арестован, осуждён к административной высылке, но снова бежал за границу. С 1914 до 1917 являлся членом Русского отдела Социалистической партии США, секретарь Нью-Йоркской секции РСДРП. После революционных событий, в ноябре 1917 вернулся в Россию. С апреля по 5 ноября 1918 был атташе по делам военнопленных при Полномочном представительстве РСФСР в Германской империи. С ноября 1918 политический комиссар, председатель правления Ижевских оружейных и сталелитейных заводов, член Революционного комитета Уфимского укреплённого района, член РВС Уфимского укреплённого района. С мая 1921 работает секретарём Московского городского Совета профсоюзов. До 1925 состоял председателем Закавказского Совета профсоюзов. С 31 декабря 1925 член, с 1927 по январь 1928 руководитель группы по проверке прохождения дел в высших законодательных органах, с 19 декабря 1927 до 27 октября 1928 кандидат в члены президиума ЦКК ВКП(б). Также с января по 27 октября 1928 заведующий объединённым бюро жалоб при Народном комиссариате рабоче-крестьянской инспекции СССР. Похоронен на территории некрополя при Александро-Невской лавре.

## Семья
В середине 1980-х к столетию со дня рождения С. М. Семкова его дочь Флора Семёновна передала Одесскому историко-краеведческому музею фотографии и документы отца.